# Nozar
Nozar es una de las mayores inmobilIarias Españolas, estando controlada por la familia Nozaleda, teniendo orígenes en Mexico. Llegó a poseer un 13,6% en Inmocaral, un 12% en la inmobilaria Colonial, y casi un 25% en Astroc, en la que acabaría por tomar el control en 2007. Nozar formaba parte de la asociación de inmobiliarias G-14.
En plena burbuja inmobilaria, el grupo soportaba una deuda superior a los 2.000 millones de euros
Nozar estuvo inmersa en un proceso concursal hasta 2021, año en el que llegó a un acuerdo con sus acreedores y consiguió salir airoso. A día de hoy, la empresa sigue creando promociones inmobiliarias y continúa con sus otros negocios de hostelería, alimentación y vinícolas.
Nozar es propietaria del Balneario de Panticosa (Valle de Tena, Huesca), así como la Bodega Enate (en la prestigiosa DO Somontano) y varias empresas de alimentación. Nozar en la actualidad